# Sítio Histórico Nacional da Cavilha de Ouro
O Sítio Histórico Nacional da Cavilha de Ouro (em inglês:  Golden Spike National Historic Site) é um sítio histórico nacional estadunidense localizado em Promontory, Utah, ao norte do Grande Lago Salgado.
Ele comemora a conclusão da Primeira Ferrovia Transcontinental, onde a Central Pacific Railroad e a Union Pacific Railroad ligaram suas linhas em 10 de maio de 1869. A ligação final dos trilhos foi celebrada no histórico encontro do "Golden Spike" (em inglês:  "Cavilha de Ouro", em referência à cavilha simbólica pregada na linha.
No local encontram-se réplicas das duas locomotivas que participaram do ato em 1869, a Jupiter e a Union Pacific No. 119. Ocorrem também encenações que recriam a cerimônia do Golden Spike.
Foi designado, em 15 de outubro de 1966, um local do Registro Nacional de Lugares Históricos bem como, em 2 de abril de 1957, um Local Histórico Nacional.